# Ion Testemițanu
Ion Testemițanu (n. 27 aprilie 1974, Chișinău, RSS Moldovenească) este un antrenor de fotbal și fost fotbalist internațional moldovean. El este unul dintre puținii fotbaliști care au câștigat titlul național în Republica Moldova atât cu Zimbru Chișinău, cât și cu rivala Sheriff Tiraspol. De asemenea, este singurul fotbalist moldovean care a evoluat în campionatul englez și care a devenit campion al Coreei de Sud.
A apărut în peisajul fotbalistic moldovenesc în 1991, la Zimbru Chișinău, Ion Testemițanu a ajuns unul dintre cei mai emblematici fotbaliști moldoveni. Din 1992 până în 1998 el a jucat pentru Zimbru 190 de meciuri oficiale în care a marcat 32 de goluri (jucând pe poziția de fundaș). A fost campion național cu Zimbru de 6 ori și cu Sheriff Tiraspol de 2 ori. Testemițanu a fost desemnat cel mai bun fotbalist moldovean de două ori, în anul 1995 și 1997. În 1998 s-a transferat la Bristol City pentru suma de 250 de mii de lire sterline.
Echipa mea de suflet a fost și va fi Zimbru Chișinău, unde am crescut ca fotbalist, unde au fost cele mai plăcute momente, au fost cei mai buni prieteni. 
Ion Testemițanu a jucat la echipa națională de fotbal a Moldovei 56 de partide și a marcat 5 goluri.
În ianuarie 2010 el a devenit antrenor-secund a naționalei Moldovei, atunci când selecționata Moldovei a fost preluată de Gabi Balint. A continuat să lucreze la echipă și sub conducerea lui Ion Caras, până în septembrie 2014. În paralel a activat și ca vicepreședinte al Federației Moldovenești de Fotbal.
Ion Testemițanu este fost unul din 11 fotbaliști moldoveni provocați Tony Hawks la o partidă de tenis, toți fiind câștigați de cel din urmă, și apărând ulterior în cartea lui Playing the Moldovans at Tennis.

## Goluri internaționale
| Goluri internaționale marcate de Ion Testemițanu | Goluri internaționale marcate de Ion Testemițanu | Goluri internaționale marcate de Ion Testemițanu                | Goluri internaționale marcate de Ion Testemițanu | Goluri internaționale marcate de Ion Testemițanu | Goluri internaționale marcate de Ion Testemițanu | Goluri internaționale marcate de Ion Testemițanu     |
| #                                                | Data                                             | Stadion                                                         | Adversar                                         | Scor                                             | Rezultat                                         | Competiție                                           |
| ------------------------------------------------ | ------------------------------------------------ | --------------------------------------------------------------- | ------------------------------------------------ | ------------------------------------------------ | ------------------------------------------------ | ---------------------------------------------------- |
| 1                                                | 15 noiembrie 1995                                | Stadionul Republican, Chișinău, Republica Moldova               | Georgia                                          | 1–0                                              | 3–2                                              | Preliminariile Euro 1996                             |
| 2                                                | 9 aprilie 1996                                   | Stadionul Republican, Chișinău, Republica Moldova               | Ucraina                                          | 1–2                                              | 2–2                                              | Meci amical                                          |
| 3                                                | 1 iunie 1996                                     | Stadionul Steaua, București, România                            | România                                          | 3–1                                              | 3–1                                              | Meci amical                                          |
| 4                                                | 18 noiembrie 1998                                | Windsor Park, Belfast, Irlanda de Nord                          | Irlanda de Nord                                  | 1–2                                              | 2–2                                              | Preliminariile Campionatului European de Fotbal 2000 |
| 5                                                | 6 februarie 2000                                 | Neo Gymnastikos Syllogos Zenon (G.S.Z.) Stadium, Larnaca, Cipru | Slovacia                                         | 1–0                                              | 2–0                                              | Turneu amical                                        |